# Ева Данаилова
Ева Енчева Данаилова е българска актриса и режисьорка.

## Биография
Родена е на 20 януари 1990 г. в град Пловдив. Тя е дъщеря на актьора и водещ Енчо Данаилов.
През 2013 г. завършва НАТФИЗ „Кръстю Сарафов“ със специалност „Актьорско майсторство за драматичен театър“ при проф. Ивайло Христов и асистенти Кристина Янева и Иван Радоев.

### Актьорска кариера
Данаилова дебютира с ролята си на Ляля в „Скъпа Елена Сергеевна“ от Людмила Разумовская на сцената на Театрална работилница „Сфумато“.
През 2013 г. е в трупата на Народния театър „Иван Вазов“, където играе в постановките „Херкулес и Авгиевите обори“, „Любов“, „На ръба“, „Дългият път на деня към нощта“, „Дон Жуан“, „Гео“, „Синята птица“, „Последното изкушение“, „Цветът на дълбоките води“, „Виновният“, „Спускане от Връх Морган“, „Един безумен ден“, „Среща в Санлис“, „Вуйчо Ваньо или не искам да си спомням нищо“, „Компания“, „Нова земя“, „Пиано в тревата“, „Големанов“, „Чудесна неделя за Creve Coeur“ и „Орфей“.
През 2021 г. е режисьор на постановката „Късметлията с ръждивия револвер“ в Нов театър – НДК.
През 2022 г. е режисьор на театрално-музикалния спектакъл „Сезонът на кукувиците“, по текстове на Емил Рахнев.
На 9 октомври 2022 г. участва в музикалното шоу „Звездите в нас“, където е включена в отбор „Бритни Спиърс“.

### Театрални роли
Театрална работилница „Сфумато“
- Ляля в „Скъпа Елена Сергеевна“ от Людмила Разумовская – режисьор Мартин Киселов[10]

Театър „НАТФИЗ“
- „Америкън Бюти“ от Алън Бол – режисьор Ивайло Христов[11]

Драматичен театър „Адриана Будевска“ – Бургас
- Старица, Дама и Търговец в „Кавказкият тебеширен кръг“ от Бертол Брехт – режисьор Ивайло Христов[12]

Народен театър „Иван Вазов“
1. Йола в „Херкулес и Авгиевите обори“ от Фридрих Дюренмат – режисьор Ивайло Христов[13][14]
2. Тя 2 в „Любов“ от Елин Рахнев – режисьор Лиза Шопова[15][16]
3. „На ръба“ – авторски спектакъл на Александър Морфов[17][18][19][20]
4. „Дългият път на деня към нощта“ от Юджийн О'Нийл – режисьор Владлен Александров[21][22]
5. Селянка в „Дон Жуан“ от Джордж Байрон – режисьор Александър Морфов[23][24][25][26]
6. 2015 – Мария Милева в „Гео“ – режисьор Иван Добчев[27][28][29]
7. 2016 – Млякото в „Синята птица“ от Морис Метерлинк – режисьор Мариус Куркински[30][31]
8. 2017 – „Последното изкушение“ от Никос Казандзакис – режисьор Веселка Кунчева[32][33][34]
9. 2017 – Придворна дама на Елизабет I във „Цветът на дълбоките води“ от Оля Стоянова – режисьор Бойка Велкова[35][36][37]
10. 2018 – Мария в „Виновният“ от Димитър Димов – режисьор Юрий Дачев[38][39][40]
11. 2018 – Беси в „Спускане от Връх Морган“ от Артър Милър – режисьор Николай Ламбрев-Михайловски[41][42][43]
12. 2018 – Малката Фаншета в „Един безумен ден“ от Пиер дьо Бомарше – режисьор Михаил Петров[44][45]
13. 2018 – Барбара в „Среща в Санлис“ от Жан Ануи – режисьор Атанас Атанасов[46][47][48]
14. 2020 – „Вуйчо Ваньо или не искам да си спомням нищо“ от Антон Чехов – режисьор Николай Ламбрев[49][50][51]
15. 2021 – Ейми в „Компания“ от Стивън Зондхайм и Джордж Фърт – режисьор Михаил Петров[52][53][54]
16. 2021 – „Нова земя“ от Иван Вазов – режисьор Бина Харалампиева[55][56][57][58][59]
17. 2021 – „Пиано в тревата“ от Франсоаз Саган – режисьор Юрий Дачев[60]
18. 2022 – „Големанов“ от Стефан Костов – режисьор Стоян Радев[61]
19. 2022 – „Чудесна неделя за Creve Coeur“ от Тенеси Уилямс – режисьор Здравко Митков[62][63]
20. 2022 – „Орфей“ – режисьор Йерней Лоренци[64][65]

Младежки театър „Николай Бинев“
- Момо в „Момо“ от Михаел Енде – режисьор Веселка Кунчева[66][67][68][69]
- „Дама пика“ от Александър Пушкин – режисьор Веселка Кунчева[70][71]

Държавен куклен театър Пловдив
- „Дама пика“ от Александър Пушкин – режисьор Веселка Кунчева[72]

Сдружение „КЛАС“
- „Мизантроп“ от Ж. Б. Молиер[73]

## Филмография
- „Зелената врата“ (2015) – Момичето
- „Връзки“ (2015) – Жена 1
- „Ани“ (2015) – Васи
- „Аз и моите жени“ (2022) – Медицинска сестра

## Кариера на озвучаваща актриса
Данаилова се занимава с озвучаване на филми и сериали от 2012 г. Взима участие във войсоувър и нахсинхроните дублажи на bTV, Александра Аудио, Доли Медия Студио, Андарта Студио, Медиа Линк, Про Филмс и др.
| Актьор         | Филми/Сериали | Роля          |
| -------------- | --- | ------------- |
| Зоуи Салдана   | Аватар (дублаж на Александра Аудио) Аватар: Природата на водата                                                                                             | Нейтири       |
| Марсай Мартин  | Пес патрул: Филмът Пес патрул: Супер филмът | Либърти       |
| Натали Портман | Междузвездни войни: Епизод I - Невидима заплаха Междузвездни войни: Епизод II - Клонираните атакуват Междузвездни войни: Епизод III – Отмъщението на ситите | Падме Амидала |

### Анимационни сериали (войсоувър дублаж)
- „Пчеличката Мая“, 2014
- „Невероятният Спайдър-Мен“ (дублаж на bTV), 2013
- „Спайдър-Мен: Новият анимационен сериал“ (дублаж на bTV), 2013

### Анимационни сериали (нахсинхронен дублаж)
- „Върховният Спайдър-Мен“, 2012
- „Къщата на Шумникови“ – Луна Шумникова/Рони Ан Сантяго
- „Мега-чудесата на Калинката и Черния котарак“, 2022

### Игрални сериали (войсоувър дублаж)
- „Куантико“, 2016-2018
- „Престъпни намерения“ (няколко епизода, на мястото на Милена Живкова и Биляна Петринска), 2017
- „Твоят мой живот“ (в първи сезон), 2015-2016

### Игрални сериали (нахсинхронен дублаж)
- „Улф Блъд“, 2013-2015

### Анимационни филми
- „Изумителният Морис и неговите образовани гризачи“, 2022
- „Играта на играчките: Пътешествието“ – Ръчно изправена кукла, 2019
- „Лоракс“ (дублаж на Александра Аудио) – Одри, 2012
- „ПараНорман“, 2012
- „Пес патрул: Филмът“, 2021
- „Сами вкъщи“ (дублаж на Александра Аудио) – Други гласове, 2016
- „Скуби-Ду!“ – Дий Дий Скайс, 2020
- „Смелата Ваяна“ – Други гласове, 2016
- „Том и Джери: Филмът“ (дублаж на Александра Аудио) – Джери, 2012
- „Фантастичното пътешествие до Оз“ – Други гласове, 2017

### Игрални филми (войсоувър дублаж)
- „Марли и аз: Началото“, 2017
- „Хачико: Историята на едно куче“ (дублаж на Медиа Линк), 2015

### Игрални филми (нахсихнронен дублаж)
- „Круиз в джунглата“ – Други гласове, 2021
- „Соло: История от Междузвездни войни“ – Емфис Нест, 2018